# Municipio de Greenfield (Illinois)
El municipio de Greenfield (en inglés: Greenfield Township) es un municipio ubicado en el condado de Grundy en el estado estadounidense de Illinois. En el año 2010 tenía una población de 997 habitantes y una densidad poblacional de 21,33 personas por km².

## Geografía
El municipio de Greenfield se encuentra ubicado en las coordenadas 41°8′56″N 88°16′12″O / 41.14889, -88.27000. Según la Oficina del Censo de los Estados Unidos, el municipio tiene una superficie total de 46.74 km², de la cual 44,84 km² corresponden a tierra firme y (4,07 %) 1,9 km² es agua.

## Demografía
Según el censo de 2010, había 997 personas residiendo en el municipio de Greenfield. La densidad de población era de 21,33 hab./km². De los 997 habitantes, el municipio de Greenfield estaba compuesto por el 98,8 % blancos, el 0,4 % eran afroamericanos, el 0,2 % eran amerindios, el 0,2 % eran de otras razas y el 0,4 % eran de una mezcla de razas. Del total de la población el 2,41 % eran hispanos o latinos de cualquier raza.